# Institut supérieur de commerce et d'administration des entreprises
L'Institut supérieur de commerce et d'administration des entreprises ou Groupe ISCAE est un établissement public d’enseignement supérieur en Management au Maroc. Il est sous tutelle du Ministère de l’Industrie, et du Commerce.
L'ISCAE a été créé en 1971 par Hassan II. Une nouvelle antenne ouvre à Rabat en 1995, puis en 2002 à Conakry en Guinée. L'école doctorale est créée en 2010. 
En 2013, le Groupe ISCAE adhère à l’AACSB puis en 2015 à l'AASB. En 2018, le Groupe ISCAE obtient la certification AMBA et ainsi devient l'unique Business School au Maroc possédant cette classe d'honneur.

## Historique
- 1971 : Création de l'ISCAE à Casablanca
- 1975 : Déménagement de l’ISCAE à la Route de Nouasseur
- 1978 : Accueil des lauréats de cette année par le roi Hassan II au Palais Royal de Rabat
- 1986 : Création du « Carrefour du Manager », le premier salon de recrutement d'étudiants créé au Maroc.
- 1989 : Lancement du Cycle Supérieur de Commerce International
- 1990 : Lancement du Cycle d’Expertise Comptable
- 1995 : Ouverture du campus de Rabat
- 2002 : Ouverture du campus de Conakry (Guinée)
- 2010 : Lancement de l’école doctorale
- 2013 : Adhésion à l’AACSB (Association to Advance Collegiate Schools of Business)
- 2015 : Adhésion à l’AABS (association des écoles de commerce africaines)[3]
- 2015: Obtention de la certification aux normes ISO 9001 V2008

## Formations académiques
L'ISCAE développe une formation Grande École,avec accès après 2 ans de classes préparatoires ou autre diplôme de 2 ans- étalée sur trois années, soit 6 semestres. 
Après trois semestres d’études en tronc commun, pour se former dans les spécialités "minors" les étudiants du cycle Grande Ecole choisissent leur voie de spécialisation "Major" lors du quatrième semestre dit de spécialisation. Les 3 majeures permanentes sont: Marketing et Communication, Finance d'entreprise, Audit et Contrôle de Gestion. D'autres majeures peuvent s'ajouter à la liste selon le besoin et le nombre des étudiants demandant la spécialisation, à savoir: Finance des marchés, Management des ressources humaines.
Le diplôme obtenu à l'issue de la formation grande école est équivalent à un " Master of Business Administration" (selon l'équivalence de World education services) et permet aux lauréats de l'ISCAE de travailler soit dans leurs domaines de spécialité "Major" soit dans des domaines liés à la formation polyvalente du tronc commun "minors".

## Campus
L'école dispose de trois campus à Casablanca, Rabat et Conakry (Guinée).

## Personnalités ayant été formées à l'ISCAE
- Chakib Benmoussa: ministre de l'Éducation nationale, du Préscolaire et des Sports dans le gouvernement Akhannouch, ancien président du Conseil économique, social et environnemental (CESE), ancien ministre de l'Intérieur, diplômé du cycle supérieur de l'ISCAE (DESS) .
- Salaheddine Mezouar: ancien président du parti Rassemblement national des indépendants, ancien ministre des Affaires étrangères du Maroc, ancien ministre de l'Économie et des Finances.
- Latifa El Abida: ancienne secrétaire d'État chargée de l'Enseignement scolaire du Maroc.
- Moncef Belkhayat: président de la Fondation Mohammed VI des champions sportifs, ancien directeur général adjoint de Meditelecom et ancien ministre de la Jeunesse et des Sports dans le gouvernement Abbas El Fassi.
- Hassan Amrani: wali de la région Rabat-Salé-Zemmour-Zaër[5].
- Aboubakr Jamaï: ancien directeur de l'hebdomadaire francophone Le Journal hebdomadaire et de l'hebdomadaire arabe Assahifa Al Ousbouiya.
- Rachid Filali Amine: ancien ministre du Secteur public et de la Privatisation dans le gouvernement Abderrahmane el-Youssoufi.
- Abdou Diop: associé gérant de Mazars au Maroc et président de la commission Afrique de la CGEM.
- Nouzha Bouchareb: ancienne ministre marocaine de l'Aménagement du territoire national, de l'Urbanisme, de l'Habitat et de la Politique de la ville .

## Directeurs
- Abdelali Banamour (1972-1976)[6]
- Driss Alaoui M’Daghri (1976-1983)
- Abdelaziz Ghernaout (1983-1984)
- Abdelali Al Alami El Moutaouakil (1984-1995)
- Rachid M’Rabet (1995-2011)[7],[8].
- Mohamed El Moueffak (2011-2015)[9],[10].
- Nada Biaz (2015-2023)[11],[12],[13],[14].
- Tarik El Malki depuis le 21 décembre 2023[15],[16],[17].

## Activités
2014
- Cérémonie de remise des diplômes aux lauréats du groupe[18].

2015
- Signature d’une convention de partenariat avec Sage Maroc[19].
- Partenariat de coopération entre Attijariwafa Bank et l'Iscae[20].

2021
- L'ISCAE fête ses 50 ans[21].

2022
- Inauguration du nouvel espace d’incubation #Blue_Space By Bank Of Africa (BOA) à l’institut ISCAE[22].